# هيجه اليمن (الشاهل)

تعديل مصدري - تعديل

هيجه اليمن هي إحدى قرى عزلة جانب الشام بمديرية الشاهل التابعة لمحافظة حجة، بلغ تعداد سكانها 34 نسمة حسب تعداد اليمن لعام 2004.